# Толлойоки
Толлойоки (Ливойоки, Ливо, в верховьях — Суарийоки) — река в России, протекает по территории Костомукшского городского округа Карелии. Впадает в озеро Верхнее Куйто. Длина реки составляет 78 км, площадь водосборного бассейна 714 км².

## Бассейн

### Притоки
- В 22 км от устья по правому берегу реки впадает река Курей
- В 30 км от устья по правому берегу реки впадает река Шури
- В 33 км от устья по левому берегу реки впадает река Хейняйоки (с левым притоком — рекой Каменкой)
- В 51 км от устья по левому берегу реки впадает река Маселяйоки

### Озёра
Бассейну Толлойоки также принадлежат озёра:
- Ниемиярви[3]
- Кивиярви[3]
- Шариярви[3]
- Нискоярви[3]
- Ливоярви[3]
- Юпенга[3]
- Елутлакша[3]
- Каменное[4]

## Галерея

Река Ливо
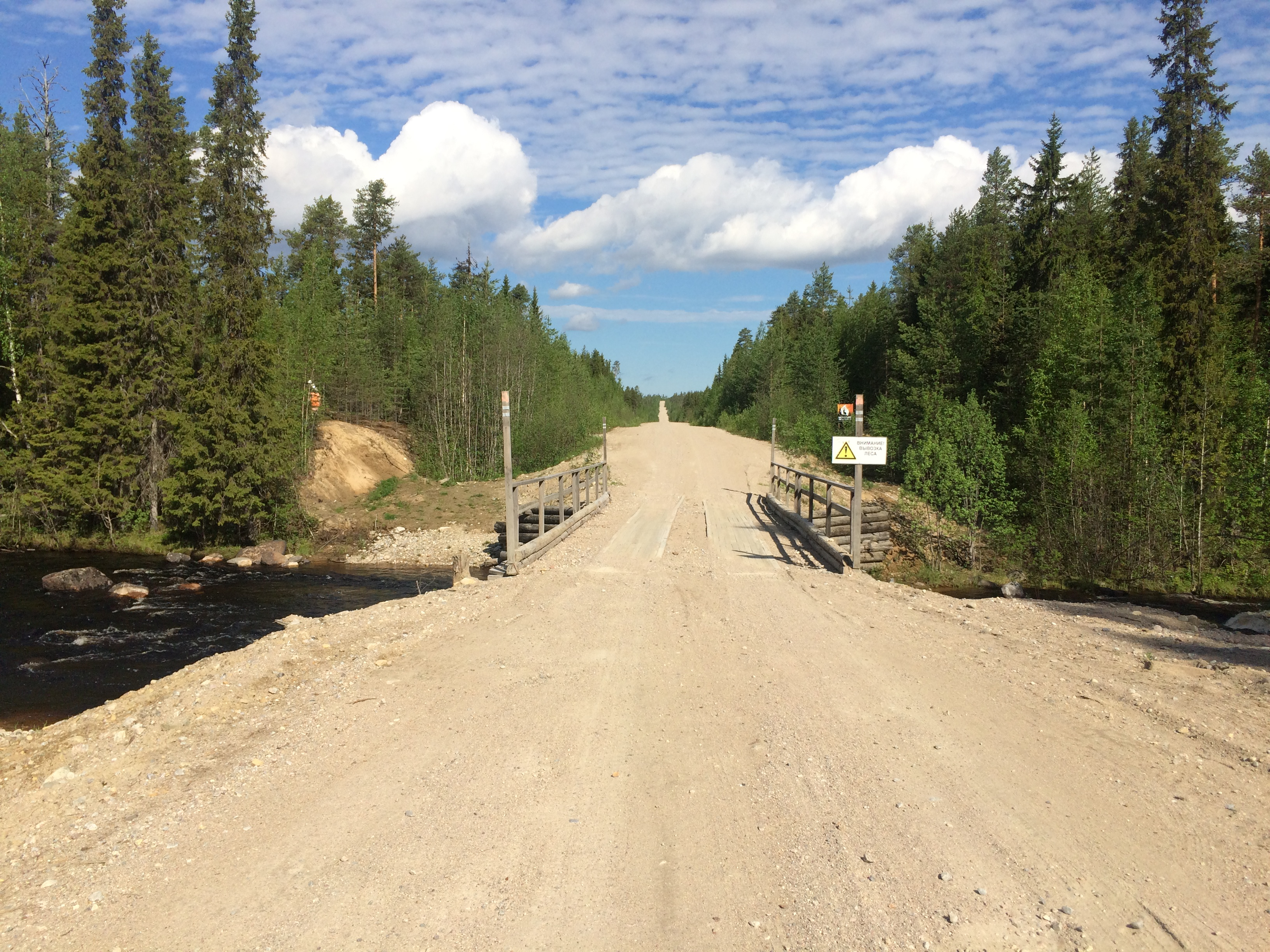
Автомобильный мост
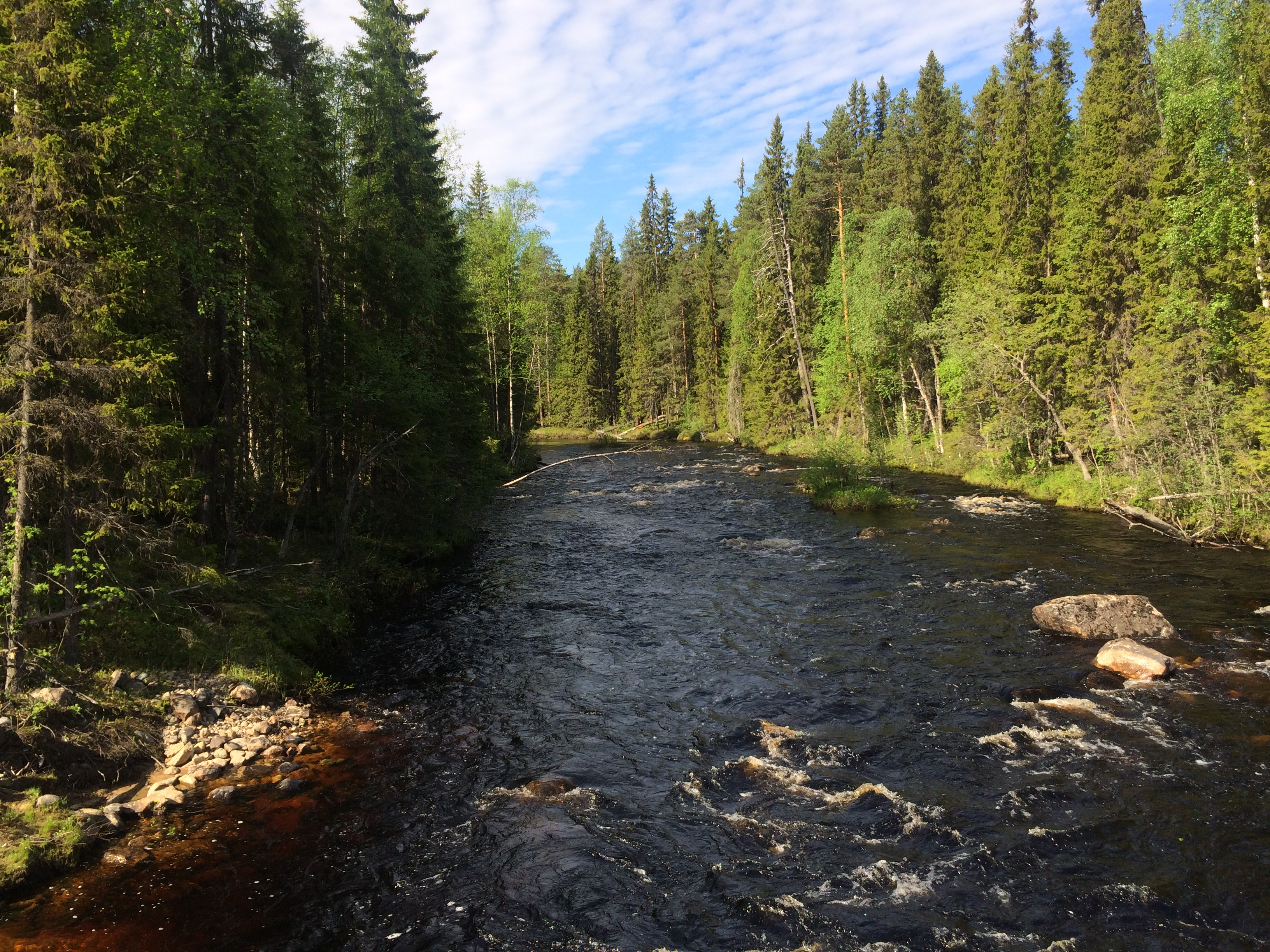
Вид против течения
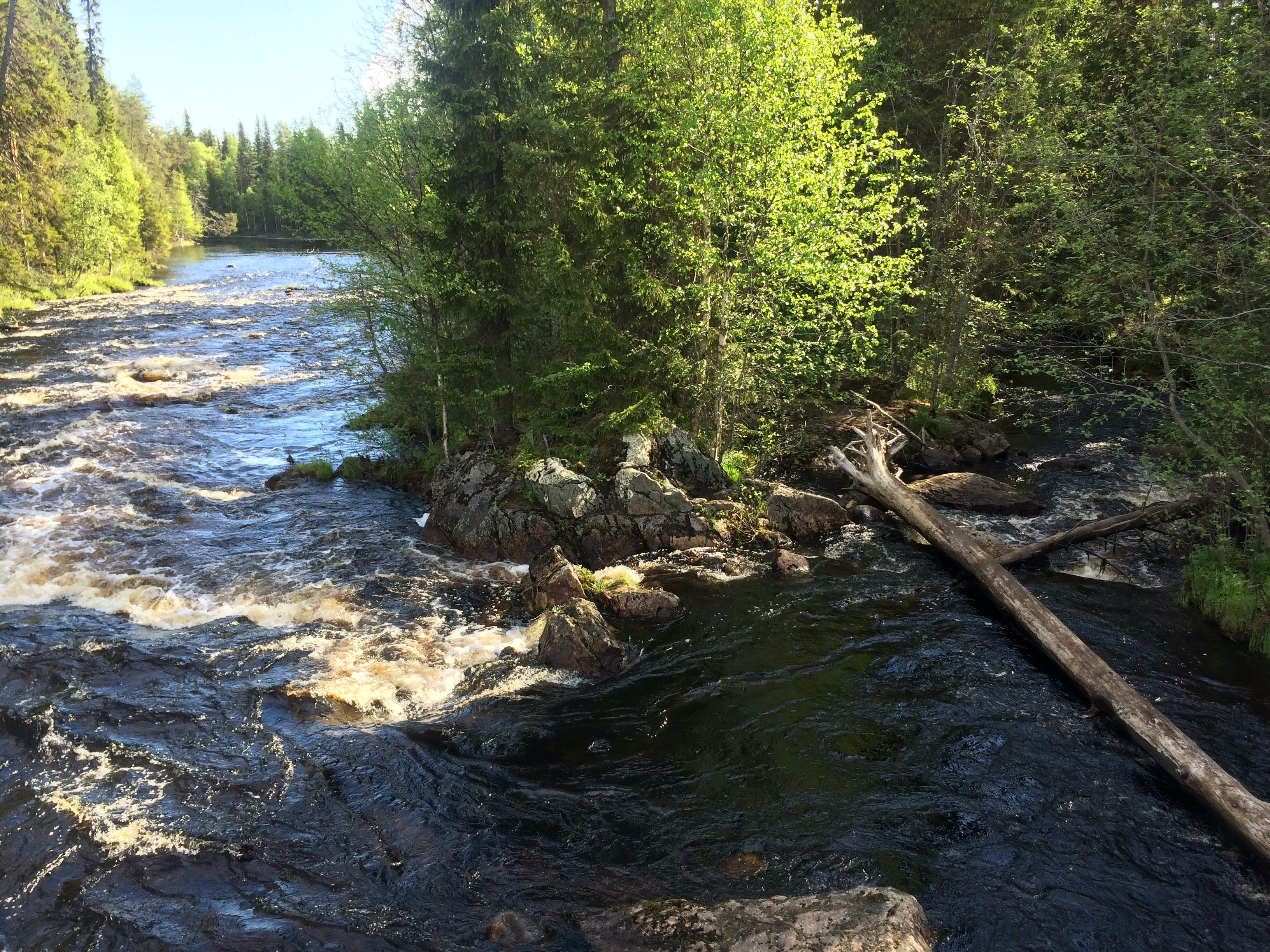
Остров в русле Ливо

## Данные водного реестра
По данным государственного водного реестра России относится к Баренцево-Беломорскому бассейновому округу, водохозяйственный участок реки — Кемь от истока до Юшкозерского гидроузла, включая озёра Верхнее, Среднее и Нижнее Куйто. Речной бассейн реки — бассейны рек Кольского полуострова и Карелии, впадает в Белое море.
Код объекта в государственном водном реестре — 02020000812102000002826.